# Tsjernysjevskaja (metrostation)
Tsjernysjevskaja (Russisch: Чернышевская) is een station van de metro van Sint-Petersburg. Het station maakt deel uit van de Kirovsko-Vyborgskaja-lijn en werd geopend op 1 juni 1958. Het metrostation bevindt zich ten noordoosten van het stadscentrum, nabij de Prospekt Tsjernysjevskogo, waarnaar het genoemd is. In de planningsfase droeg het station de naam Kirotsjnaja, naar de Kirotsjnaja oelitsa, een straat in de omgeving.
Het station ligt 70 meter onder de oppervlakte en beschikt over een perronhal die door arcades van de sporen wordt gescheiden. Het bovengrondse toegangsgebouw bevindt zich aan de Prospekt Tsjernysjevskogo, tussen de Foersjtatskaja oelitsa en de Kirotsjnaja oelitsa. De wanden van de centrale perronhal zijn bekleed met marmer. De architectuur van het station laat de overgang zien van de stalinistische uitbundigheid naar het functionalisme van de jaren 1960; zo zijn in de afwerking van het station zowel marmer als eenvoudige keramische tegels te vinden.